# Château de Montchoisy
Le château de Montchoisy est un château situé à Chezelle (Allier).

## Situation

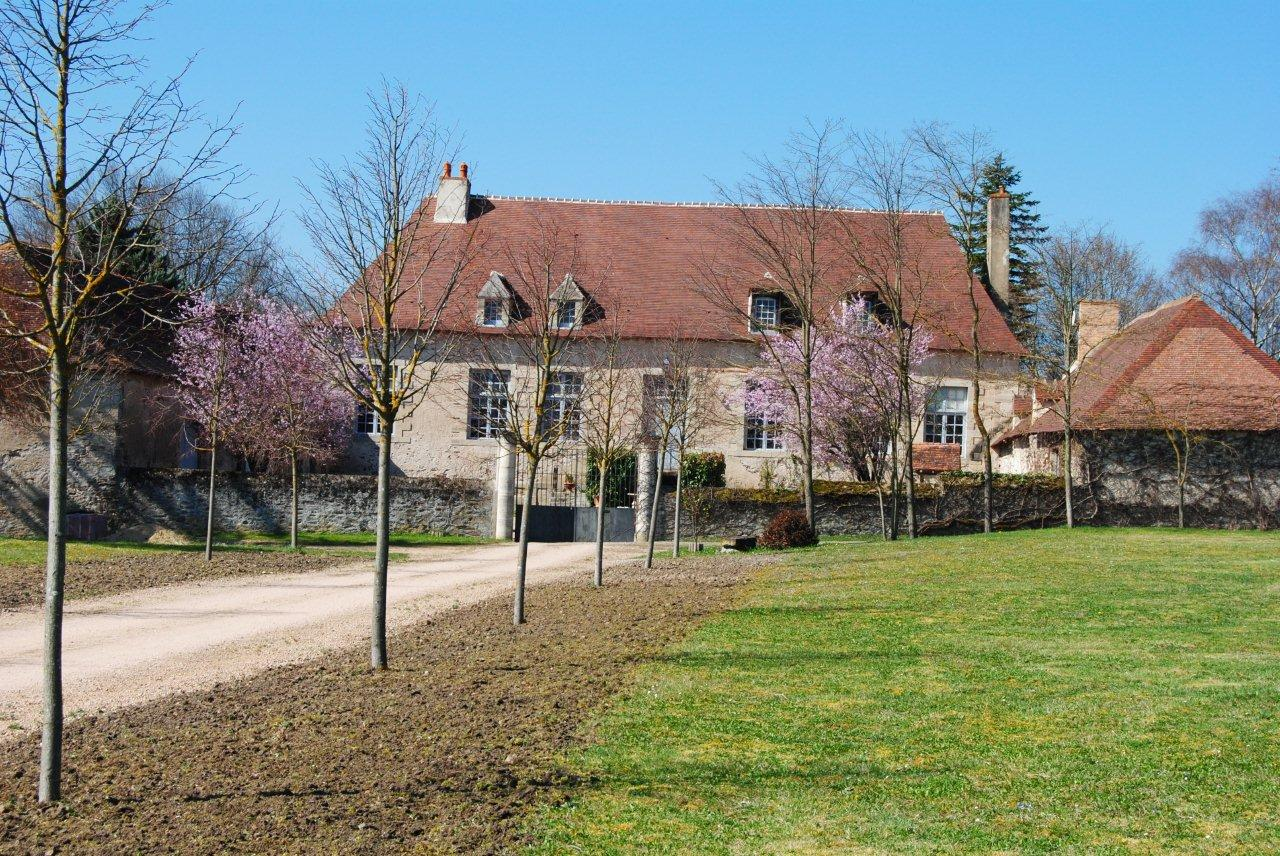
L'accès à Montchoisy

Montchoisy est situé à l'ouest de la commune de Chezelle, au nord de la D987 reliant Bellenaves à Chantelle par le bourg de Chezelle ; l'autoroute A71 passe à une centaine de mètres à l'ouest de la propriété, dont la façade principale ouvre à l'est. On accède à Montchoisy par une allée qui part d'une voie communale reliant la D987 à la D43 (route de Bellenaves à Chantelle-la-Vieille) et aboutit au portail fermant la cour.

## Description

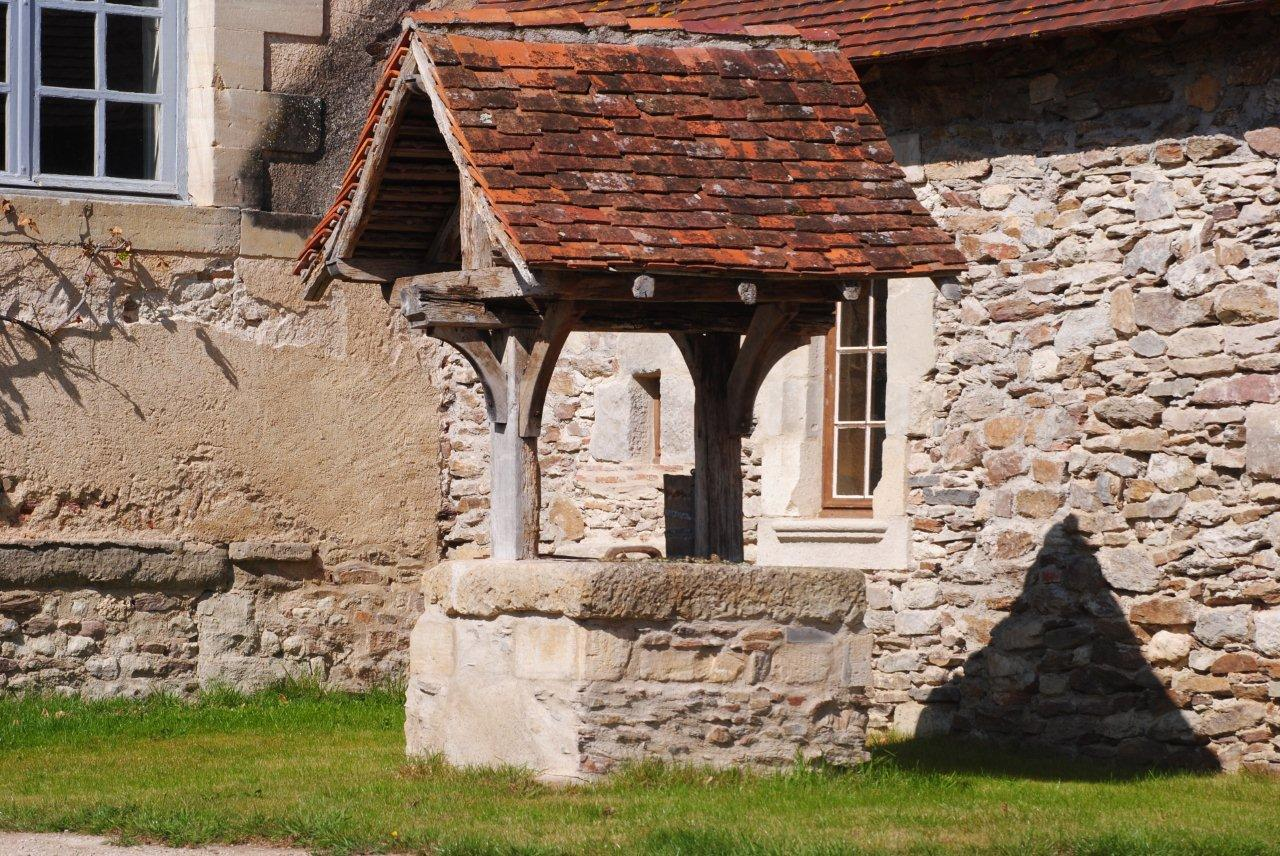
Puits dans la cour intérieure

La demeure est un logis rectangulaire à un niveau, plus niveau de comble éclairé par quatre lucarnes ; elle est couverte d'une toiture de tuiles à quatre pans. Des communs en retour, de chaque côté, délimitent une cour à peu près carrée, fermée à l'avant par un mur de pierre et un portail. Dans cette cour, on peut voir un puits couvert à margelle carrée.

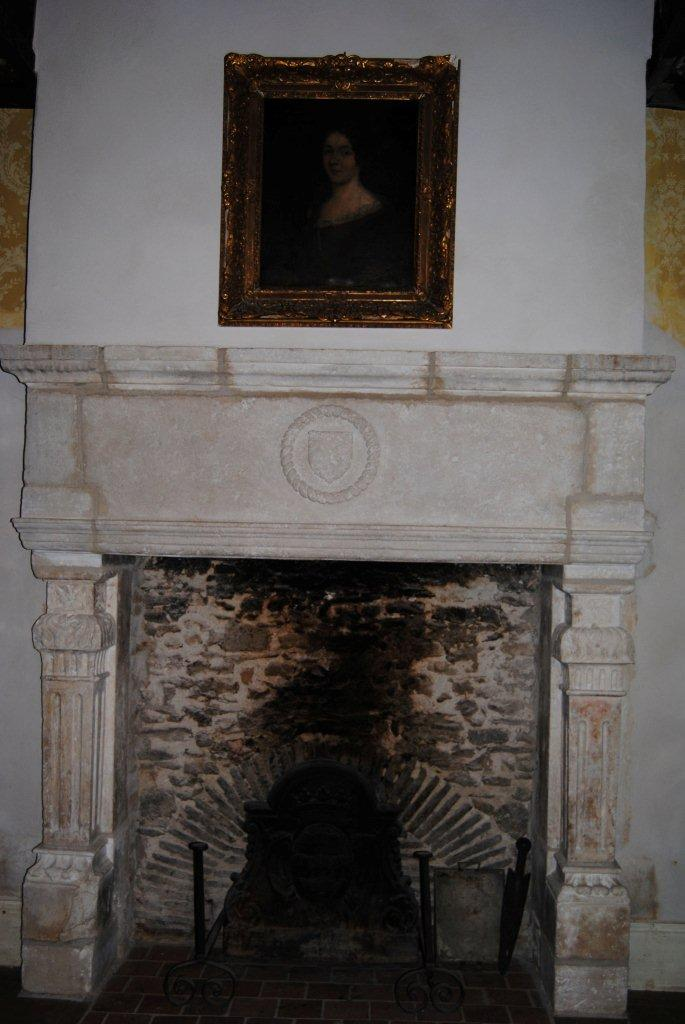
Cheminée du salon

C'est Philibert du Buysson qui, au début du XVIIe siècle, va transformer Montchoisy et lui donner son aspect actuel. Il aménage l'intérieur et le décore dans le goût de la fin de la Renaissance. De cette époque date la cheminée du salon.

## Histoire
Un fief est attesté dès le XIVe siècle à Montchoisy ; il appartient à la famille de Montchorit, qui porte l'ancien nom de ce fief.
L'histoire de Montchoisy est surtout liée à la famille du Buysson, famille originaire du Livradois, qui s'installe en ce lieu à la fin du XVe siècle, en la personne d'Antoine du Buysson (1458-1526), chambellan du duc de Bourbon, lequel épouse le 29 février 1496 Louise de Mauriac de La Balancière, dame de La Cave (sur la paroisse voisine de Bellenaves). De ce couple descend une nombreuse lignée, qui s'est illustrée dans la magistrature à Moulins mais aussi dans les fonctions militaires et qui était richement possessionnée dans tout le sud du Bourbonnais. Leur arrière-petit-fils, Philibert du Buysson, né à Montchoisy le 20 juillet 1578 et mort le 6 mars 1670, président en la sénéchaussée de Bourbonnais et siège présidial de Moulins, maire de Moulins, transforme profondément la demeure.
Au XIXe siècle, Montchoisy passe à la famille Dutour de Salvert (marquis de Bellenave). Le château connaîtra ensuite différents propriétaires, dont Me Barge, notaire à Thiers, jusqu'aux propriétaires actuels, qui s'efforcent de restaurer la demeure.